# Maison de Stamenka Živković à Malo Gradište
La maison de Stamenka Živković à Malo Gradište (en serbe cyrillique : Кућа Стаменке Живковић у Малом Градишту ; en serbe latin : Kuća Stamenke Živković u Malom Gradištu) se trouve à Malo Gradište, dans la municipalité de Malo Crniće et dans le district de Braničevo, en Serbie. Elle est inscrite sur la liste des monuments culturels protégés de la république de Serbie (identifiant no SK 711).

## Présentation
La maison est située sur le territoire du village de Malo Gradište, au hameau de Kut. Elle a été construite dans la seconde moitié du XIXe siècle. Elle est située dans une cour et sa façade principale, la façade sud, regarde vers la rue.
De plan rectangulaire, elle mesure 8,10 m sur 4,50. Les murs sont en colombages avec un remplissage composite en terre puis, à l'extérieur comme à l'intérieur, ces murs sont enduits de boue et blanchis. Les fondations sont en pierres brutes et le toit à quatre pans est recouvert de tuiles.
La vieille maison de la famille Živković est typique des maisons serbes à trois pièces avec un petit porche. L'espace intérieur est organisé de façon traditionnelle autour d'une pièce centrale appelée « kuća », c'est-à-dire la « maison » au sens restreint du terme, et de deux pièces. Au sud se trouve un porche central avec un pilier dépourvu de décoration ; ce porche est doté de deux entrées dont l'une conduit à la « kuća » d'où l'on accède à la grande pièce, l'autre à la pièce la plus petite. L'ameublement et la présence d'objets appartenant à la culture matérielle traditionnelle apportent une valeur supplémentaire à l'édifice.